# Momme Lorenz
Momme Lorenz (* 24. November 2003 in Kiel) ist ein deutscher Beachvolleyballspieler.

## Karriere Halle
Momme Lorenz spielte in seiner Jugend Hallenvolleyball beim Kieler TV, mit dem er mehrfach an deutschen Jugendmeisterschaften teilnahm. Von 2019 bis 2020 spielte er mit der zweiten Mannschaft des VC Olympia Berlin in der Regionalliga und kam auch in der deutschen Junioren-Nationalmannschaft zum Einsatz. Danach beendete er seine Hallenkarriere.

## Karriere Beach
Parallel zur Halle startete Lorenz 2015 auch mit Beachvolleyball. Er wurde 2017 in Schleswig-Holstein U17-Vizemeister und startete auch auf den deutschen U17- und U18-Meisterschaften. 2018 wurde er U17-Landesmeister und U18-Vizemeister. Bei den deutschen Meisterschaften trat er in den Alterskategorien U17, U18 und U19 an und belegte die Plätze fünf, neun und achtzehn. 2019 gewann Lorenz die U18-Landesmeisterschaft und erreichte beim U17-Bundespokal Platz drei. Bei den deutschen Meisterschaften 2019 wurde er mit Linus Engelmann in Dresden Fünfter in der Alterskategorie U20 und in Magdeburg Vierter in der U18-Kategorie. Mit Ben-Simon Bonin gewann er in Haltern am See die deutsche U17-Meisterschaft und mit Lui Wüst erreichte er Platz drei in der U19-Kategorie. 2020 wurde Lorenz an der Seite von Laurenz Welsch deutscher U18-Meister in Barby und mit Lui Wüst deutscher U19-Meister in Laboe. Mit Simon Pfretzschner wurde er im tschechischen Brno U20-Vizeeuropameister.
2021 wurde Lorenz mit Lui Wüst deutscher U20-Meister in Bochum. An der Seite von Simon Kulzer startete er auf der German Beach Tour 2021. Kulzer/Lorenz qualifizierten sich für die deutsche Meisterschaft in Timmendorfer Strand und erreichten hier Platz fünf. Zum Jahresende nahm Lorenz zusammen mit Lui Wüst im brasilianischen Itapema an einem Turnier der FIVB World Tour teil. Außerdem startete er im thailändischen Phuket auf zwei Weltmeisterschaften: Mit Maximilian Just wurde er Fünfter in der U19-Kategorie, und mit Laurenz Welsch landete er in der U21-Kategorie auf Platz 25. Auch 2022 spielte Lorenz weiter zusammen mit Simon Kulzer. Mit Hennes Nissen gewann er im Juli bei der U20-Europameisterschaft in Izmir die Bronzemedaille. Beim höchstdotierten Elite16-Turnier der World Beach Pro Tour 2022 in Kapstadt erreichten Lorenz/Kulzer nach zwei Siegen in der Qualifikation das Hauptfeld und belegten Platz 13.
2023 startete Lorenz auf nationalen Turnieren vorwiegend mit Luis Kubo. Kubo/Lorenz siegten beim „Rock the Beach“-Turnier in Fehmarn und qualifizierten sich für die deutsche Meisterschaft in Timmendorfer Strand. Zudem erreichte Lorenz einen dritten Platz gemeinsam mit Sven Winter auf der German Beachtour in Düsseldorf. Auf Future-Turnieren der World Beach Pro Tour erreichte Lorenz mit Eric Stadie Platz drei in Brünn und mit Simon Kulzer Platz fünf in Cervia. 2024 war Eric Stadie sein Standardpartner. Auf der German Beach Tour gelang den beiden jeweils ein zweiter Platz bei den Turnieren in Heidelberg und in Kühlungsborn. Bei der deutschen Meisterschaft wurden sie Siebte. Im Oktober trennten sich die beiden, Lorenz spielt seitdem mit dem Lübecker Tilo Rietschel. Im November erreichten Lorenz/Rietschel beim Challenge-Turnier in Haikou den siebten Platz. 2025 starteten die beiden international auf Futures-Turnieren und standen dabei im australischen Gold Coast sowie im schwedischen Malmö im Endspiel. Auf der German Beach Tour erreichten sie in Hamburg und zweimal in München jeweils Platz drei. Mit einer Wildcard spielen Lorenz/Rietschel bei der Europameisterschaft in Düsseldorf.